# Гречишные
Гречи́шные, или Гречи́ховые, или Спорышевые (лат. Polygonáceae) — семейство двудольных растений, включающее в соответствии с системой классификации APG IV по состоянию на декабрь 2023 года 61 род и 1 376 видов.
Сюда преимущественно относятся многолетние травы, хотя имеется и несколько древовидных и кустарниковых представителей.
Распространены почти повсюду, но больше всего в странах умеренного климата; в жарких странах травы этого семейства растут главным образом на горах; почти все древовидные гречишные растут в тропической Америке, а кустарниковые — в странах Средиземноморья.

## Ботаническое описание
Листья у большинства простые, цельные и очерёдные; сколько-нибудь раздробленные и даже сложные, так же как супротивные, составляют здесь редкость. Характерная черта семейства — наличие сросшихся прилистников — раструбов, иногда очень длинных.
Цветки в сложных соцветиях, обычно обоеполые, у большинства мелкие правильные и неярко окрашены; околоцветник содержит от четырёх до шести частей, расположенных в один или два кружка; тычинок от пяти до девяти, редко меньше или больше; свободная завязь, трёхгранная или сплюснутая, заканчивается тремя или двумя сильно развитыми столбиками; семяпочка одна, прямая, и прикреплена на дне завязи.
Формула цветка: {\displaystyle \ast Ca_{6-3}\;A_{3+3}\;G_{({\underline {3}})}},
или {\displaystyle \mathrm {\ast \;P_{(5-6)}\;A_{3-9\;or\;3+3}\;G_{({\underline {2-4}})}} }.
В семействе гречишных известно ветро- и насекомоопыление. В цветках гречишных насекомых привлекает нектар, который выделяют нектарники, расположенные у оснований тычинок, иногда в цветках имеются нектароносные диски. Опылителями являются насекомые с коротким хоботком, главным образом пчёлы и мухи.
Плод сухой, односемянный, с плотно прилегающим к нему околоплодником, по большей части трёхгранный или сплюснутый; часто окружён околоцветником, иногда даже мясистым (у рода Muehlenbeckia Meissn.); только семя содержит мучнистую питательную ткань (перисперм) и хорошо развитый, различно искривлённый зародыш. Плоды гречишных распространяются ветром, водой и грязью, прилипшей к ногам животных. Кроме семенного, широко распространено и вегетативное размножение с помощью выводковых почек.
Многие гречишные содержат обильные кислые соки и кристаллы щавелевокислой извести (щавель (Rumex)), а также смолистые, горькие вещества (ревень (Rheum)).

## Хозяйственное значение и применение
Растениям семейства присуще наличие дубильных веществ и антрагликозидов.
Среди гречишных есть съедобные растения. Широко известна крупяная культура — гречиха посевная. Плоды гречихи дают крупу — высококалорийный продукт, который содержит ценные для организма человека белки, углеводы, жиры, органические кислоты, витамины. Из гречихи промышленным способом получают рутин, который назначают при атеросклерозе и гипертонии. Некоторые виды ревеня введены в культуру из-за съедобных мясистых черешков прикорневых листьев, содержащих лимонную и яблочные кислоты. Молодые листья щавелей употребляют в пищу, они содержат витамины А и С, богаты железом и калием.
Среди гречишных есть ценные медоносы: гречиха, горец змеиный (Polygonum bistorta) и др. Гречишный мёд имеет тонкий вкус и тёмно-коричневый цвет.
Лекарственные свойства гречишных известны с глубокой древности. Среди них есть также красильные растения. Жёлтую краску, например, получают из корней щавеля конского (Rumex confertus), а синюю из корней горца птичьего (Polygonum aviculare).
Некоторые виды семейства используются как дубильные или декоративные растения.

## Классификация
Состав семейства достаточно чётко определён и является общепризнанным, но его позиция различалась в зависимости от классификации. Например, в системе Кронквиста он включался в собственный порядок Polygonales, но в новых системах, таких как APG II и последующих версиях, оно рассматривается в рамках порядка Гвоздичноцветные (Caryophyllales).
Также в ранних классификациях семейство Гречишные подразделялось на два подсемейства, которые в современной классификации APG IV не используются:
- Polygonoideae, включающее около 28 родов, распределённых в 5 трибах и включающих примерно 800 видов, характеризуются наличием у цветков раструба. Важные члены Горец (Polygonum), Щавель (Rumex) и Гречиха (Fagopyrum).
- Eriogonoideae, около 330 видов, является обычным исключительно для Нового Света. Важные члены Эриогонум (Eriogonum) и Кокколоба (Coccoloba).

### Таксономия
- Plantaginaceae  Juss., 1789, Gen. Pl. 89–90

Семейство Гречишные включается в порядок Гвоздичноцветные (Caryophyllales) последовательно входящий в клады Суперастериды → Эвдикоты → Цветковые растения. Таксономическая схема в соответствии с Системой APG IV  по состоянию на декабрь 2023 года:
|  |                          |  |                                   |                          |                     |  | еще 40 семейств |        |  |             |
|  |                          |  |                                   |                          |                     |  |                 |        |  |             |
|  |                          |  |                                   | порядок Гвоздичноцветные |                     |  |                 |        |  |             |
|  |                          |  |                                   |                          |                     |  |                 |        |  | 1 376 видов |
|  | клада Цветковые растения |  |                                   |                          | семейство Гречишные |  |                 | 61 род |  |             |
|  | клада Цветковые растения |  |                                   |                          |                     |  |                 | 61 род |  |             |
|  |                          |  | ещё 63 порядка цветковых растений |                          |                     |  |                 |        |  |             |
|  |                          |  |                                   |                          |                     |  |                 |        |  |             |

### Роды
- Acanthoscyphus  Small
- Aconogonon (Meisn.) Rchb. — Аконогонон, или Таран
- Afrobrunnichia  Hutch. & Dalziel
- Antenoron  Raf.
- Antigonon  Endl.  — Антигонон
- Aristocapsa  Reveal & Hardham
- Atraphaxis  L.  — Курчавка
- Bactria  Yurtseva & Mavrodiev
- Bistorta (L.) Scop. — Змеевик
- Brunnichia  Banks ex Gaertn.
- Calligonum  L.  — Жузгун
- Centrostegia  A.Gray in Benth.
- Chorizanthe  R.Br. ex Benth.  — Хоризанте
- Coccoloba  P.Browne  — Кокколоба
- Dedeckera  Reveal & J.T.Howell
- Delopyrum  Small
- Dodecahema  Reveal & Hardham
- Duma T.M.Schust.
- Emex  Neck. ex Campd.
- Eriogonum  Michx.  — Эриогонум
- Fagopyrum  Mill.  — Гречиха
- Fallopia Adans. — Гречишка, или Фаллопия
- Gilmania  Coville
- Goodmania  Reveal & Ertter
- Gymnopodium  Rolfe
- Harfordia  Greene & Parry
- Harpagocarpus  Hutch. & Dandy
- Hollisteria  S.Watson
- Homalocladium  L.H.Bailey
- Johanneshowellia  Reveal
- Knorringia (Czukav.) Tzvelev — Кноррингия
- Koenigia L. — Кёнигия
- Lastarriaea  Remy
- Magoniella  Adr.Sanchez
- Millspaughia  B.L.Rob.
- Mucronea  Benth.
- Muehlenbeckia Meissn. — Мюленбекия
- Nemacaulis  Nutt.
- Neomillspaughia  S.F.Blake
- Oxygonum  Burch. ex Campd.
- Oxyria Hill — Кисличник
- Oxytheca  Nutt.
- Parapteropyrum  A.J.Li
- Persicaria  (L.) Mill.  — Горец, или Персикария
- Podopterus  Bonpl.
- Polygonella  Michx.
- Polygonum L. typus — Спорыш, или Горец (уст.)
- Pteropyrum  Jaub. & Spach
- Pterostegia  Fisch. & C.A.Mey.
- Pteroxygonum  Dammer & Diels
- Reynoutria  Houtt.  — Рейнутрия
- Rheum L. — Ревень
- Rubrivena  M.Král
- Rumex L. — Щавель
- Ruprechtia  C.A.Mey.
- Salta  Adr.Sanchez
- Sidotheca  Reveal
- Stenogonum  Nutt.
- Symmeria  Benth.
- Systenotheca  Reveal & Hardham
- Triplaris  Loefl.